# Eupterote griseipennis
Eupterote griseipennis är en fjärilsart som beskrevs av Moore 1884. Eupterote griseipennis ingår i släktet Eupterote och familjen Eupterotidae. Inga underarter finns listade i Catalogue of Life.